# Iris Law
Iris Tallulah Elizabeth Law (25 de octubre de 2000) es una modelo británica.

## Primeros años
Iris Law es la hija de Sadie Frost y Jude Law. Tiene dos hermanos y su madrina es la modelo Kate Moss. Sus padres se divorciaron en 2003 tras seis años de matrimonio. El divorcio se finalizó seis años más tarde.

## Carrera
Law apareció por primera vez como modelo en Vogue en julio de 2002 junto a sus padres y un hermano. En diciembre de 2015, hizo su debut como modelo profesional en Illustrated People y figuró en el catálogo de Miu Miu Resort 2017. Law ha aparecido en tres campañas de Burberry Beauty, en enero, marzo y julio de 2017.

## Vida personal
Law vive en Primrose Hill, Londres y en 2017 terminó sus GCSEs.